# Сулув (Люблінське воєводство)
Сулув (пол. Sułów) — село в Польщі, у гміні Сулув Замойського повіту Люблінського воєводства.
Населення — 387 осіб (2011).
У 1975-1998 роках село належало до Замойського воєводства.

## Демографія
Демографічна структура станом на 31 березня 2011 року:
|          | Загалом | Допрацездатний вік | Працездатний вік | Постпрацездатний вік |
| -------- | ------- | ------------------ | ---------------- | -------------------- |
| Чоловіки | 178     | 33                 | 119              | 26                   |
| Жінки    | 209     | 33                 | 107              | 69                   |
| Разом    | 387     | 66                 | 226              | 95                   |